# Свадебный рушник

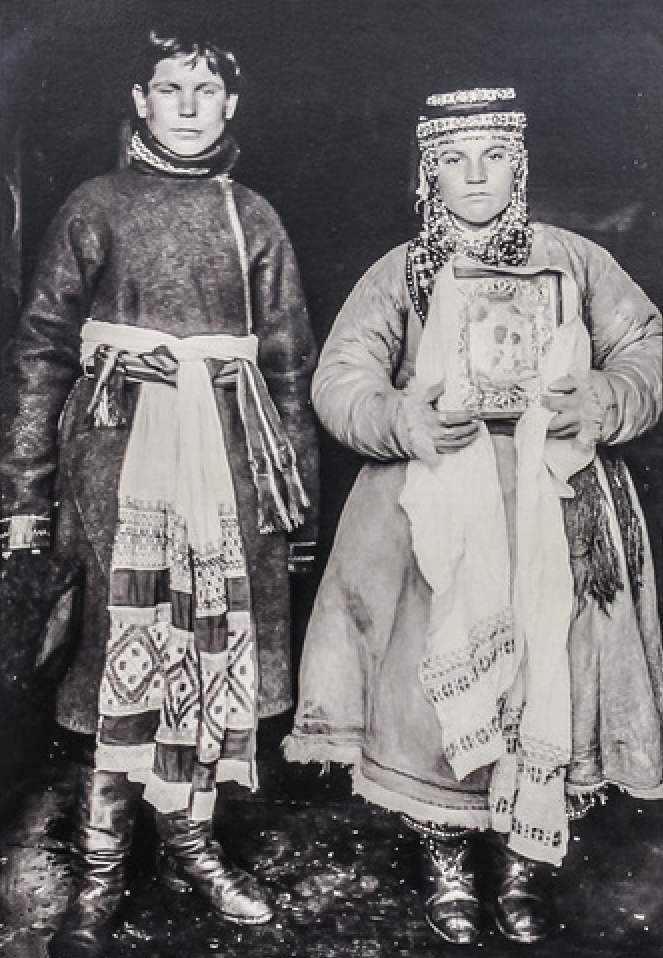
Жених и невеста. Брянский уезд Орловской губернии, 1908.

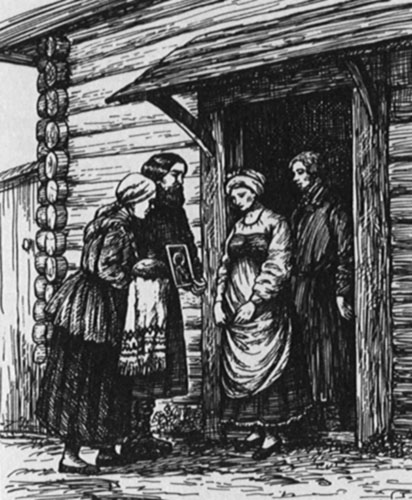
Сговор. XIX век

Свадебный рушник — элемент традиционной славянской свадьбы. Служил ритуальным предметом свадебного обряда у русских крестьян и небогатых горожан европейских областей Российской империи, а также русских старожилов в Сибири. На Украине считается, что становясь во время венчания на вышитый рушник, молодожёны получают благословение свыше.
Свадебный рушник изготавливался из льняной или, изредка, хлопчатобумажной ткани размером от 46х46 см до 55х60 см и украшался тканым орнаментом или вышивкой, кружевами и бахромой. Изготовление такого рушника позволяло девушке (а в XVI—XVII веках — и молодой женщине) продемонстрировать свои навыки в рукоделии, И. Е. Забелин называл её «хвастовским предметом».

## Значение
О важности рушника в свадебном обряде свидетельствуют отдельные названия. Например, сватовство в некоторых регионах Украины называлось «взятием рушников» или «отдачей рушников» (Кировоградская область), «рушниками» (Харьковская область), «подаванием рушников» (Киевская область). Атрибутами сватовства и знаком согласия девушки на замужество были рушники, повязанные сватами, или хлеб, поднесённый сватам на рушниках. Принимая дар, они говорили: «Спасибо отцу и матери, что дитя своё рано будили и доброму делу учили. Спасибо и дивчине, что рано вставала, тонко пряла и хорошие рушники вышивала». В некоторых регионах Украины рушниками называлось не сватовство, а обручение — первый свадебный обряд, который имел юридическую силу при венчании. Обрядовое связывание рук жениха и невесты проводил старший староста. Он накрывал хлеб рушником, на него клал руки жениха, невесты и всех присутствующих родственников, связывал рушником, приговаривая: «Не вяжется узел, а вяжется слово». После этого староста развязывал символический узел, а невеста перевязывала сватов рушниками и одаряла всех присутствующих сорочками, полотном или платками.

## Узоры
По традиции, после свадьбы рушники хранятся в семье молодых как символ счастливой семейной жизни.
В традиционной вышивке восточных славян на свадебном рушнике изображаются пары птиц, символизирующих жениха и невесту. Птички олицетворяют собой семейное счастье, верность в любви. На свадебных рушниках вышивают пары таких птиц, как сокол, индюк, павлин, петух (только не в боевой стойке). Не вышивают кукушек — вдовий символ, соловьев — символ неженатых мужчин (чтобы муж не изменял).
Также на свадебном рушнике вышиваются и цветочные орнаменты. Это и оберег от злых сил, и пожелание молодым «процветания», здоровья, богатства, рождения детей.
Все размеры свадебного рушника, ширина и длина должны делиться на 7. Вышивкой должна быть заполнена 1/4 каждой половины рушника. Поскольку рушник определённым образом символизирует дорогу семейной супружеской жизни, его полотно должно быть целым и непрерывным. В середине такого рушника не должно быть кружев или тесёмок. Центр рушника обязательно должен быть пустым, без вышивки — Божье место. Свободная от узора часть олицетворяет связь с космосом.
Преобладающий красный цвет в вышивке рушника тоже не случаен: красный — цвет солнца, тепла и красоты.
На некоторых свадебных рушниках вышивалось Дерево Рода жениха и невесты, в которых закладывалась информация о родственниках (дедушках, бабушках, тётях, дядях, сёстрах, братьях). Дерево Рода вышивается на нижнем ярусе рушника рядом с птицами (павлинами), охраняющими род.

## В свадебных обрядах

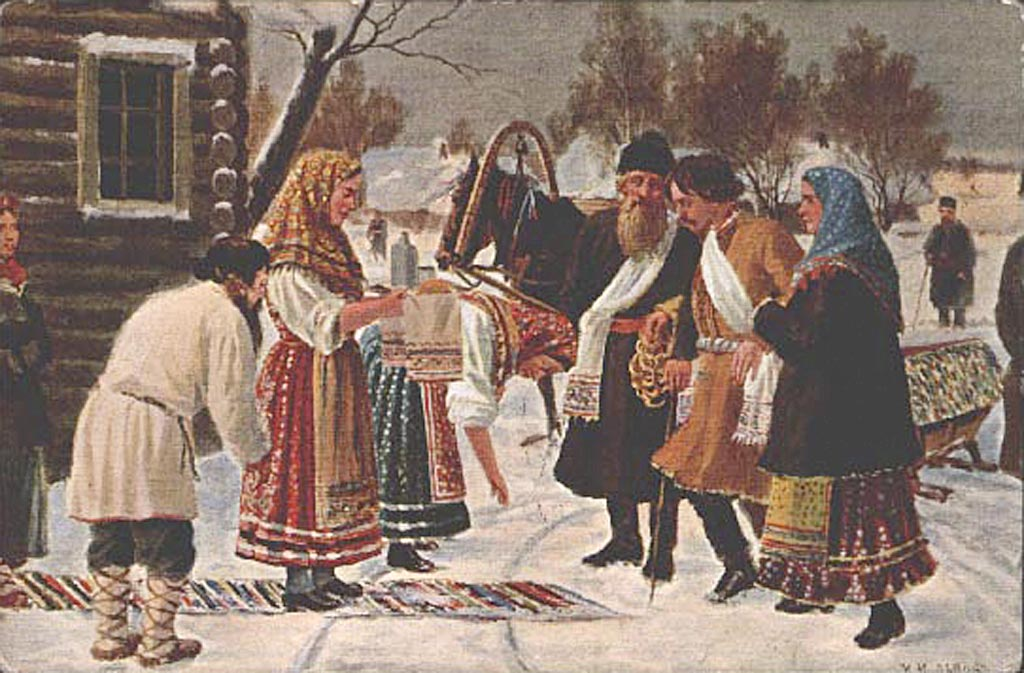
И. М. Львов — Приезд молодого от родителей в дом тестя за свадебный пир (открытка 1912 года)

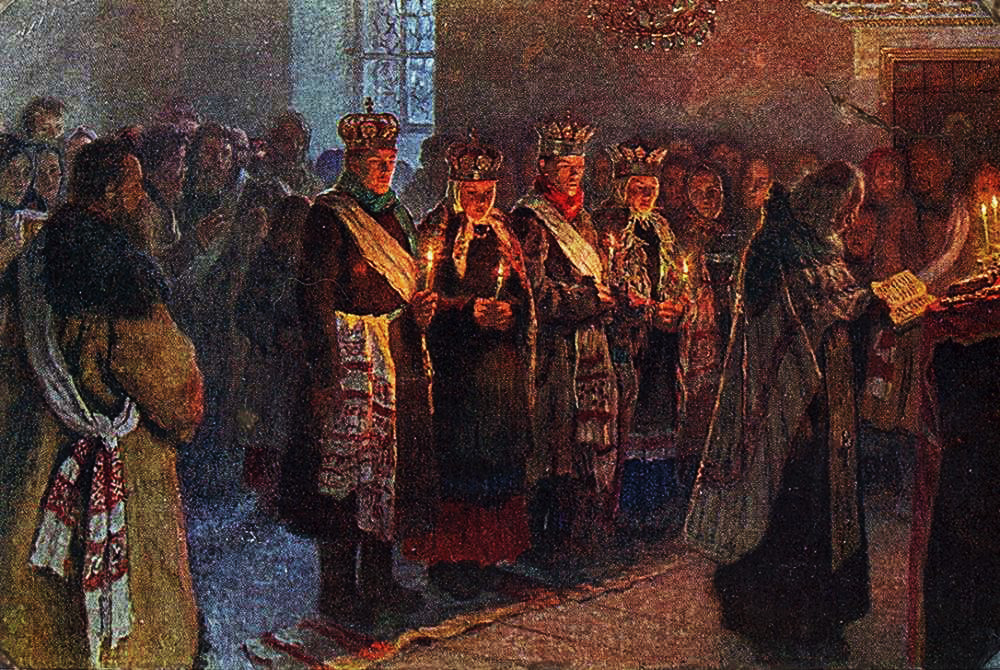
Н. П. Богданов-Бельский. Венчание. 1904

Рушник использовался на всех этапах свадьбы и выполнял функции соединения (связывания), скрывания/покрывания, украшения, дара. У русских во время девичника в канун свадьбы полотенцем или платком накрывали невесту, когда она с подругами шла «в баню» (в соседнюю избу), и невеста начинала выть; такое полотенце (длинное шёлковое полотенце с каймой) называлось реунья (с.-з.-рус).
В польском обряде перед венчанием жених приезжал с дружками в дом к невесте, и маршалок выводил к нему невесту за рушник, в знак её подчинения; потом стол застилали рушниками, клали непочатый хлеб, на него жених с невестой клали руки, а маршалок связывал их рушником (села по течению Нарвы). У русских во время «выкупа стола» (угощения в доме невесты) мать расстилала рушник на руки жениху и невесте. На следующий день жених с поездом заезжал за невестой, чтобы ехать венчаться; перед окончанием стола мать связывала жениха и невесту рушником, который сваха тут же развязывала и накручивала на себя (забирала себе в подарок).
В восточной Сербии перед выводом невесты из родительского дома совершали обручение молодых: соединяли их правые руки, головы, покрывая их рушником, держа над ними хлеб с солью и кольцами.
После венчания, когда невесте меняли причёску и головной убор, ей надевали повойник и платок, а поверх накидывали, закрывая и лицо, рушник или платок. Раскрывали невесту, только когда молодых уводили к горенку «спать» (рус. москов.).
По поверьям словаков и болгар, невеста, слезая с воза у нового дома, не должна наступать на голую землю, для чего перед ней стелили белое полотно или рушник. Входя в дом мужа, она обходила вокруг стола, ведомая за рушник, обвязанный вокруг её пояса, свадебным персонажем дружбой, и вешала рушник на стене (в.-словац.).
На Витебщине после брачной ночи муж вёл жену умываться в овчарню не за руку, а за рушник, она им вытиралась и вешала на балку — чтобы овцы лучше плодились. При благополучном исходе первой брачной ночи невеста развешивала в доме свои рушники, а иногда и умывала родителей (рус. Кубань).
В свадебном обряде рушник нередко выполняло оповестительную и знаковую функции. В Хорватии на доме просватанной девушки вывешивали рушник. В случае удачного сватовства родители невесты давали сватам рушники с изображением на концах птицы павы о двух головах. В Белоруссии в знак своего согласия на помолвку невеста перевязывала сватов рушниками. У словаков, когда жених шёл за невестой, женщины повязывали свадебные рушники старостам и свату через левое плечо. Главные свадебные чины украшались полотенцами (о.-слав.), дружки были повязаны крест-накрест (рус. твер.). В Сербии родственники невесты прикрепляли рушник к кувшину ракии, который они приносили в дом жениха.
Из рушника делали свадебное знамя: дружки несли перед свадебной процессией палки с привязанными на них вышитыми рушниками, розмарином и мускатом (ю.-з.-словац.); с.-з.-словац. praporec был сделан из привязанного на палку рушника или платка и украшен перьями, у болгар — яблоками и гирляндами из воздушной кукурузы. Из рушника, подаренного жениху невестой, делали свадебное знамя и болгары. Флаг из красной ткани с яблоком и рушник на конце древка делали для процессии додолы (доjдолице) при вызывании дождя, где присутствовали персонажи «невеста» и «парень» (Косово).
Рушник — один из наиболее распространённых подарков на свадьбе. В восточной Сербии, принимая приглашение на свадьбу, родственники молодых привязывали к сумке гостя подарки: рушник, носки, перчатки. У русских невеста одаривала полотенцами крёстную, родных жениха, сваху, подружек («веники вязать») и др. гостей. На Украине при сватовстве молодая дарила старостам рушник, а жениху платок; свадебный каравай, вынутый из печи, перед тем как положить на стол, обёртывали длинным рушником.

## В крестьянском быту
Ширинку носили по праздникам в руках подобно носовому платку, хотя она и не употреблялась по этому назначению. Ширинка являлась символом девичества и играла важную роль в обрядах, связанных со свадьбой:
- во время гуляний девушек «на выданье» каждая девушка несла ширинку, демонстрируя, что она освоила навыки домоводства и готова стать женой;
- при сватовстве парень просил у потенциальной невесты ширинку, отказ обозначал несогласие на брак;
- ширинка подавалась родителям жениха на сговоре;
- в день венчания ширинку получали в подарок жених и приехавшие с ним дружки с поддружками;
- во время свадьбы жених и невеста стояли у аналоя на разостланной ширинке-подножнике;
- после брачной ночи ширинками одаривались все взрослые родственники мужа;
- в день хлебин ширинка-«блинник» передавалась тёщей зятю;
- если обнаруживалось, что невеста утратила девственность до свадьбы, то рваная ширинка отсылалась родителям новобрачной.

В конце XIX — начале XX века ширинки стали постепенно заменяться платками фабричного производства, сохраняясь в некоторых деревнях в качестве обрядовых головных уборов.